# Минвуль
Минвуль  (фр. Minvoul) — город в северной части Габона, на территории провинции Волё-Нтем. Административный центр департамента Верхний Нтем.

## География
Абсолютная высота — 619 метров над уровнем моря. Город расположен вблизи границы с Камеруном.

## Население
По данным на 2013 год численность населения составляет 4099 человек.
Динамика численности населения города по годам:
| 1993 | 2013 |
| ---- | ---- |
| 2100 | 4099 |